# 卡斯泰拉尔圭多博诺
44°54′30″N 8°57′06″E / 44.90844990000001°N 8.951552999999999°E
卡斯泰拉尔圭多博诺（義大利語：Castellar Guidobono），是意大利亚历山德里亚省的一个市镇。总面积2.46平方公里，人口415人，人口密度168.7人/平方公里（2009年）。ISTAT代码为006046。